# Mahinda
Mahinda was de oudste zoon van koning Ashoka. Hij werd monnik op twintigjarige leeftijd en was bijzonder actief in de verspreiding van het boeddhisme. Mahinda werd samen met vier andere monniken, waaronder zijn zuster Sanghamitta, naar Sri Lanka gestuurd om het boeddhisme te verspreiden.

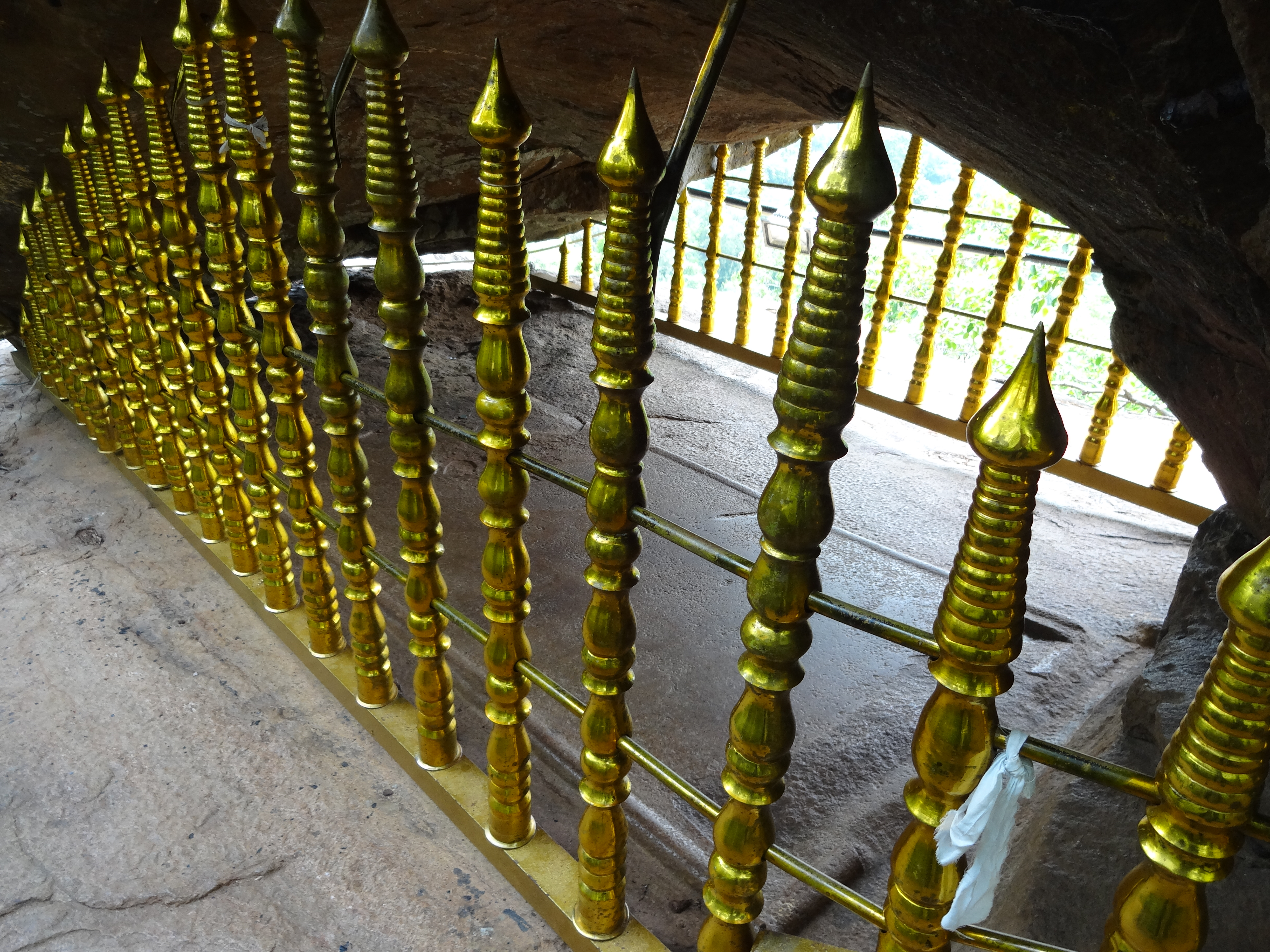
Bed of Mahinda in Mihintale

Zij predikten aan koning Devanampiyatissa (247 v.Chr.-207 v.Chr.), die vervolgens de eerste Sri Lankaanse boeddhistische koning werd. Dit betekent dat 237 jaar na het overlijden van Boeddha de leer in Sri Lanka was aangekomen, echter een exacte historische datering is niet te geven, omdat de eerste overdracht mondeling was.